# Peter Paul Jost
Peter Paul Jost (* 10. Mai 1925 in Trier; † 7. Juni 1974 ebenda) war ein deutscher Architekt (BDA) und Politiker (SPD). Er war von 1970 bis 1974 Abgeordneter im Landtag von Rheinland-Pfalz.

## Leben
Der Sohn des Bäckers Peter J. Jost und der Maria, geborene Rahaus, besuchte die Volksschule in Trier und absolvierte im Anschluss eine Lehre. Er wurde 1942 zur Wehrmacht eingezogen, nahm ab 1944 als Soldat am Zweiten Weltkrieg teil und geriet zuletzt in britische Gefangenschaft. Von 1946 bis 1948 folgte ein Aufenthalt im englischen Umerziehungslager Wilton Park. Nach der Rückkehr in seine Heimat nahm er ein Studium der Architektur auf, das er 1951 mit dem Examen abschloss. Ab 1953 betätigte er sich als selbständiger Architekt in Trier.
Neben seiner beruflichen Tätigkeit war der Katholik Jost Mitglied des Kuratoriums der Universität Trier-Kaiserslautern.  Ebenso engagierte er sich in der Arbeiterwohlfahrt: Er war seit 1958 Mitglied des AWO-Bezirksvorstandes Rheinland/Hessen-Nassau, seit 1967 Mitglied des AWO-Bundesvorstandes und seit 1973 Mitglied des AWO-Kreisverbandes Trier.
Jost trat 1951 in die SPD ein, wurde 1956 Stadtrat in Trier und 1957 Fraktionsführer. Er wurde 1962 zum stellvertretenden Vorsitzenden des SPD-Unterbezirks Trier gewählt und war ab 1965 Mitglied des SPD-Bezirksvorstandes Rheinland/Hessen-Nassau. Von 1966 bis 1970 stand er dem Trierer Stadtverband der SPD vor.  Am 1. Juli 1970 rückte er für den ausgeschiedenen Abgeordneten Hans König in den Rheinland-Pfälzischen Landtag nach, dem er bis zu seinem Tod angehörte. Bis zum Ende der sechsten Legislaturperiode war er Mitglied des Kulturpolitischen Ausschusses. Nach der Bestätigung seines Abgeordnetenmandates bei der Landtagswahl 1971 gehörte er in der siebten Wahlperiode dem Ausschuss für Landwirtschaft und Weinbau sowie dem Haushalts- und Finanzausschuss an. Nach seinem Tod übernahm Josef Endres das Landtagsmandat.
Peter Paul Jost war seit 1952 mit Marianne, geborene Pütz, verheiratet. Das Ehepaar hatte drei Söhne.

## Auszeichnungen
- 1973: Verdienstkreuz am Bande der Bundesrepublik Deutschland

## Veröffentlichungen
- Der alte Mensch und die neue Stadt. 1966.
- Gesundheits-Center. 1971.